# Gameforge

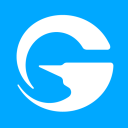
Logomarca

A Gameforge é uma empresa provedora de jogos online grátis. Ela representa outras empresas que operam internacionalmente e possui sede na cidade de Karlsruhe, Alemanha. Ela distribui por volta de 20 jogos, traduzidos em mais de 50 idiomas, e tendo por volta de 400 milhões de usuários registrados. A Gameforge possui mais de 500 empregados e foi fundada por Alexander Rösner, atual CEO, e Klaas Kersting em 2003.